# 덕성군부인
덕성군부인 덕수이씨(德城郡夫人 德水李氏, 1820년 1월 4일 ~ ?)는 조선 후기의 왕족, 대한제국의 황족으로, 본관은 덕수 이씨이고 이우신(李愚信)의 딸이다. 전계대원군의 조카로, 철종에게는 사촌 형수가 된다. 그는 대한제국 수립 이후, 1900년 무렵까지도 생존해 있었다. 
자녀는 없었으며 조선왕조실록, 승정원일기에 언급되지 않는다. 덕양현부인(德陽縣夫人)에 봉작됐다가 덕성군부인으로 개봉되었다.

## 생애
이우신(李愚信)의 딸로 태어났다. 은언군 인의 서손자이며 풍계군 당과 그의 첩실 전주이씨 소생 서자 익평군 이희(益平君 李曦)와 혼인하고 현부인에 봉해져 덕양현부인(德陽縣夫人)에 봉작되었다. 나중에 남편 익평군은 은언군의 적장자 상계군의 사후 양자로 지명되어 갔다. 뒤에 군부인으로 진봉되면서 작호가 바뀌어 덕성군부인(德城郡夫人)이 되었다. 만년의 행적은 미상이다.
사유를 알 수 없으나 조선왕조실록, 승정원일기, 일성록 등에 그의 행적이 언급되지 않는다. 
자녀가 없었는지 자녀가 요절했는지 여부는 알 수 없다. 남편 익평군 이희는 1863년(철종 14) 4월 3일의 종묘 하향 대제(宗廟夏享大祭)에도 아헌관으로 참여했지만 그해 9월 갑자기 병석에 눕게 됐다. 익평군이 위독하자 철종은 어의를 보내 진료하게 하는 한편, 왕실의 근친들 중에서는 그의 후사를 세우는 일을 논의하였다. 9월 17일 왕실 각 파의 문장들의 회의 끝에 덕흥대원군의 11대손이며, 당시 이미 사망한 현감(縣監) 이병식(李秉植)의 손자이자 이계(李烓)의 아들 덕주(德周)를 양자로 결정, 이름을 재덕이라 고치고 그의 양자로 삼았다. 
이씨의 사망년대는 알 수 없다. 대한제국으로 국호가 바뀐 뒤에도 생존해 있었다. 1900년(광무 3) 선원계보 편찬할 당시에는 아직 생존해 있었다.

## 가족 관계
양자로 입양된 덕안군 이재덕은 아들 이언용이 이찍 죽어 덕흥대원군가 이재경의 아들 이완용을 양자로 입양했다. 총리대신 이완용과는 동명이인으로, 총리대신 이완용은 우봉이씨이고, 그의 서형 이윤용은 흥선대원군의 사위이다.
- 친정아버지 : 이우신(李愚信), 덕수이씨
- 친정어머니 : ?

- 남편 : 익평군 이희(益平君 李曦, 1824년 - 1863년), 종숙(從淑) 상계군 이담(常溪君 李湛)에게 출계.
  - 아들(양자) : 덕안군 이재덕(德安君 李載悳, 1852년 - 1877년), 덕흥대원군 11대손이자 응천군 이돈(凝川君 李潡) 8대손 이계(李烓)의 차남.
  - 며느리 : 정부인 달성서씨(貞夫人 達城徐氏, 1850년 9월 25일 - ?), 서우보(徐佑輔)의 딸
    - 손자(양 손자) : 이언용(李彦鎔, ? - 1893년, 휘경원참봉 역임)
    - 손자(양 손자) : 이완용(李完鎔, 1872년 11월 13일 - 1936년), 덕흥대원군의 12대손 선무전 이재경(李載經)의 아들, 양자 이재덕의 양자

- 생시아버지 : 풍계군 이당(豐溪君 李瑭, 1783년 2월 1일 - 1826년 5월 8일)
- 생시어머니 : 광산현부인 증 광산군부인 광산김씨(光山縣夫人 贈 光山郡夫人光山金氏, 1803년 4월 4일 ~ 1864년 3월 29일), 김시채(金時彩)의 딸
- 생시어머니 : 전주이씨(全州李氏, ? - 1850년 이전 사망), 남편 익평군 이희의 생모

- 양시아버지 : 상계군 이담(常溪君 李湛, 1769년 ~ 1786년 11월 20일)
- 양시어머니 : 평산군부인 신씨 신마리아(郡夫人 申氏, 1769 ~ 1801)